# Больё (Канталь)
Больё (фр. Beaulieu, окс. Bel Luec) — коммуна во Франции, находится в регионе Овернь. Департамент — Канталь. Входит в состав кантона Шан-сюр-Тарантен-Маршаль. Округ коммуны — Морьяк.
Код INSEE коммуны — 15020.
Коммуна расположена приблизительно в 380 км к югу от Парижа, в 60 км юго-западнее Клермон-Феррана, в 60 км к северу от Орийака.

## Население
Население коммуны на 2008 год составляло 119 человек.
| 1962 | 1968 | 1975 | 1982 | 1990 | 1999 | 2008 |
| ---- | ---- | ---- | ---- | ---- | ---- | ---- |
| 129  | 137  | 139  | 150  | 132  | 137  | 119  |

## Администрация
| Период | Период | Фамилия       | Партия                             | Примечания               |
| ------ | ------ | ------------- | ---------------------------------- | ------------------------ |
| 1952   | 2006   | Анри Фабр     | Объединение в поддержку республики | член генерального совета |
| 2006   |        | Жерар Турнадр |                                    |                          |

## Экономика
В 2007 году среди 64 человек в трудоспособном возрасте (15—64 лет) 45 были экономически активными, 19 — неактивными (показатель активности — 70,3 %, в 1999 году было 52,0 %). Из 45 активных работали 42 человека (26 мужчин и 16 женщин), безработными были 3 женщины. Среди 19 неактивных 4 человека были учениками или студентами, 6 — пенсионерами, 9 были неактивными по другим причинам.

## Фотогалерея

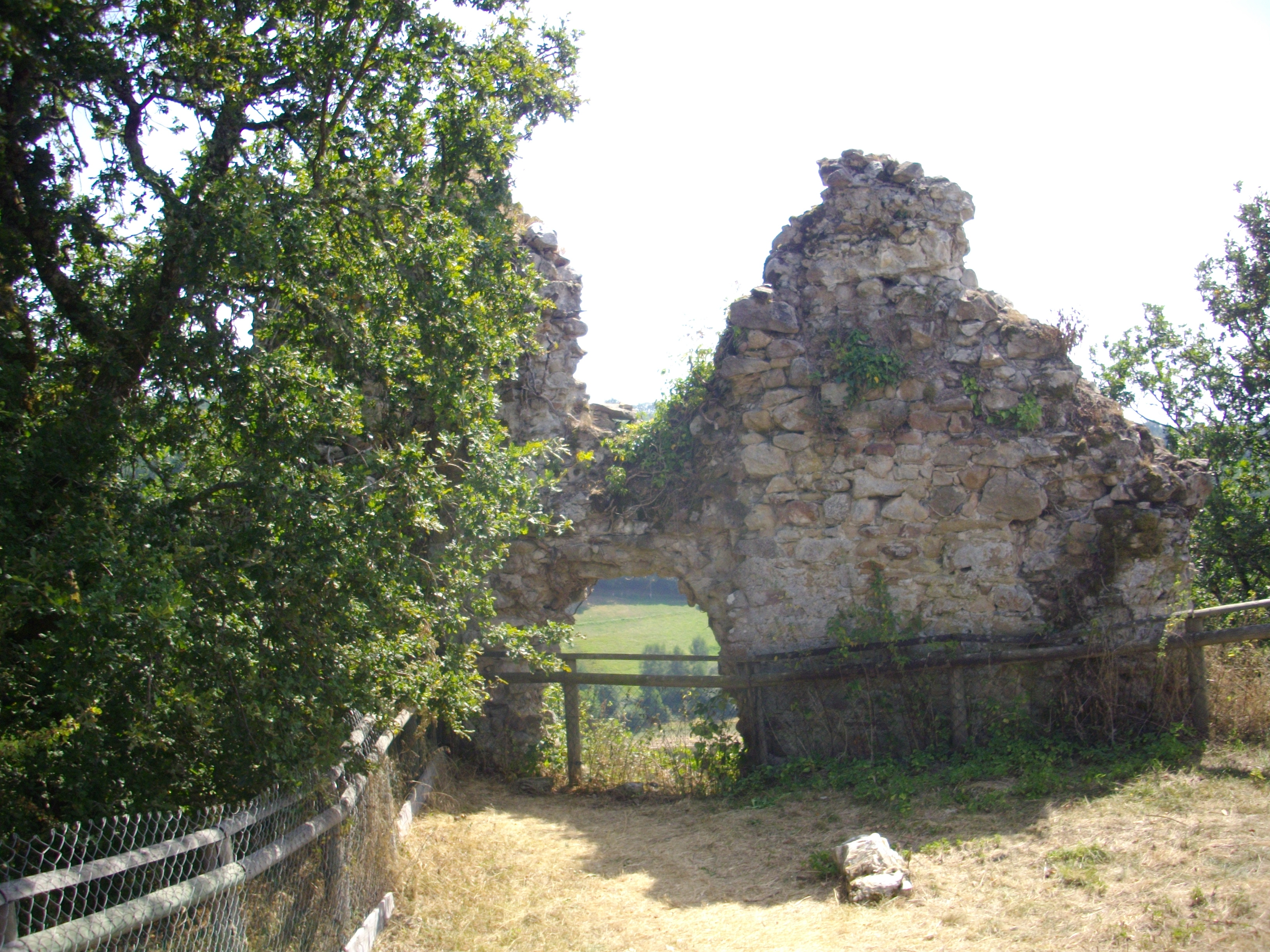
Руины замка Тиньер
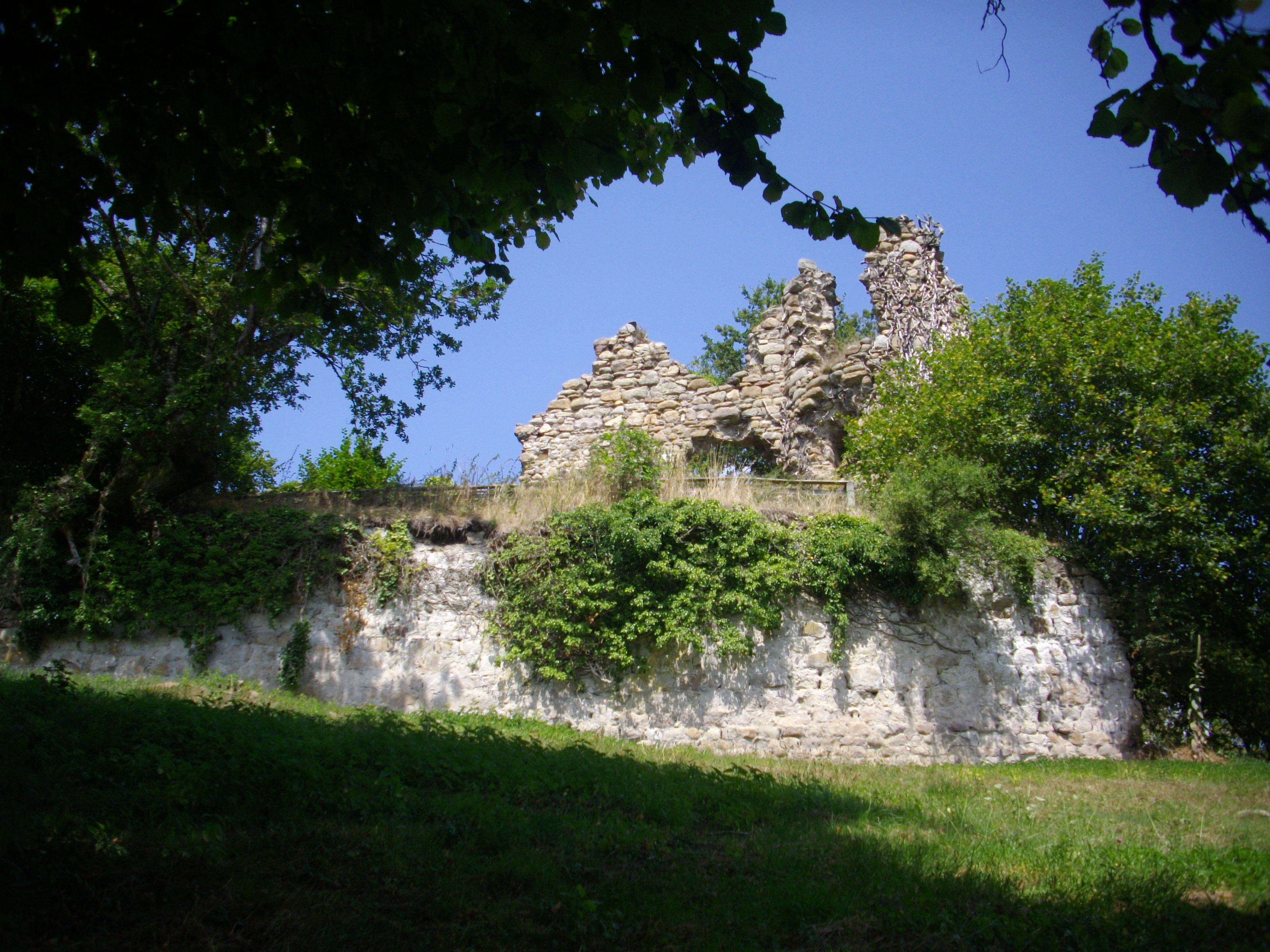
Руины замка Тиньер
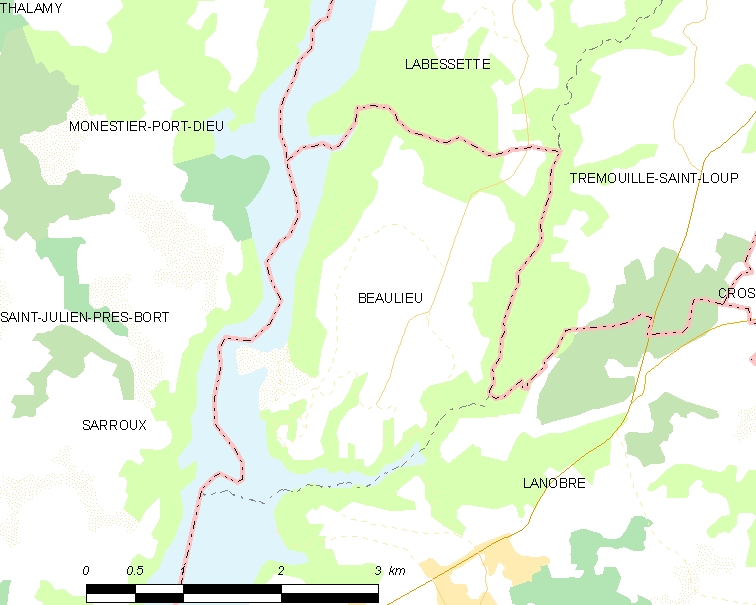
Карта коммуны